# Равношипый краб
Равношипый краб (лат. Lithodes aequispinus) — вид неполнохвостых раков из семейства крабоидов (Lithodidae). Крабоиды обладают внешним сходством с крабами (Brachyura), но легко отличимы по редуцированной пятой паре ходильных ног и асимметричному брюшку у самок.

## Внешний вид и строение
Масса до 6,5 кг. Карапакс шириной до 23,6 см, сердцевидной формы, густо и равномерно покрыт шипами приблизительно равной длины (отсюда русское название вида). Первый шип рострума круто направлен вниз и вперёд. Выше на нём есть восемь шипов, направленных вперёд и вверх. У основания наружного усика есть подвижный шип разветвлённый на две части. У молодых равношипых крабов шипы на карапаксе длиннее, чем у взрослых. Этим они напоминают молодь камчатского краба. Окраска варьирует от соломенно-жёлтого до красно-коричневого, встречаются альбиносы и меланисты.

## Питание
Равношипый краб кормится различными беспозвоночными: офиурами, морскими ежами, усоногими раками, изоподами, кумовыми раками, амфиподами, полихетами, брюхоногими моллюсками.

## Распространение и места обитания
Равношипый краб обитает на севере Тихого океана в батиальной зоне. Встречается от острова Кюсю (Япония) до Алеутских островов и Британской Колумбии.

## Размножение
Самки вымётывают 2,6—27 тыс. икринок. Сезонность размножения выражена слабо.

## Паразиты
Крабоидов этого вида часто поражает паразитический корнеголовый рак Briarosaccus callosus, делая особей обоего пола бесплодными.

## Равношипый краб и человек
Будучи одним из самых крупных ракообразных Дальнего Востока, равношипый краб выступает в роли объекта промысла.